# V409 Андромеды
V409 Андромеды (лат. V409 Andromedae) — одиночная переменная звезда* в созвездии Андромеды на расстоянии приблизительно 4723 световых лет (около 1448 парсеков) от Солнца. Видимая звёздная величина звезды — от +14,25m до +14,1m.

## Характеристики
V409 Андромеды — пульсирующий белый карлик, переменная звезда типа GW Девы (ZZO) спектрального класса DO. Эффективная температура — около 130000 K*.